# FC Inter Turku
Maillots
Actualités
Le FC International Turku est un club de football finlandais basé à Turku. 

## Historique
En octobre 2008 le club remporte son premier titre de champion de Finlande.

## Bilan sportif

### Palmarès
- Championnat de Finlande
  - Champion : 2008
  - Vice-champion : 2011, 2012, 2019 et 2020

- Championnat de Finlande de deuxième division
  - Champion : 1995

- Coupe de Finlande
  - Vainqueur : 2009 et 2018
  - Finaliste : 2014, 2015, 2020, 2022 et 2024

- Coupe de la Ligue
  - Vainqueur : 2008 et 2024
  - Finaliste : 2007 et 2022

### Bilan européen
Note : dans les résultats ci-dessous, le score du club est toujours donné en premier.
| Saison    | Compétition             | Tour            | Club             | Domicile | Extérieur | Total    |
| --------- | ----------------------- | --------------- | ---------------- | -------- | --------- | -------- |
| 2005      | Coupe Intertoto         | Premier tour    | ÍA Akranes       | 0 - 0    | 4 - 0     | 4 - 0    |
| 2005      | Coupe Intertoto         | Deuxième tour   | NK Varaždin      | 2 - 2    | 3 - 4     | 5 - 6    |
| 2009-2010 | Ligue des champions     | Deuxième tour Q | Sheriff Tiraspol | 0 - 1    | 0 - 1     | 0 - 2    |
| 2010-2011 | Ligue Europa            | Deuxième tour Q | KRC Genk         | 1 - 5    | 2 - 3     | 3 - 8    |
| 2012-2013 | Ligue Europa            | Deuxième tour Q | FC Twente        | 0 - 5    | 1 - 1     | 1 - 6    |
| 2013-2014 | Ligue Europa            | Premier tour Q  | Víkingur Gøta    | 0 - 1    | 1 - 1     | 1 - 2    |
| 2019-2020 | Ligue Europa            | Premier tour Q  | Brøndby IF       | 2 - 0    | 1 - 4     | 3 - 4    |
| 2020-2021 | Ligue Europa            | Premier tour Q  | Budapest Honvéd  | N/A      | 1 - 2 ap  | 1 - 2 ap |
| 2021-2022 | Ligue Europa Conférence | Premier tour Q  | Puskás Akadémia  | 1 - 1    | 0 - 2     | 1 - 3    |
| 2022-2023 | Ligue Europa Conférence | Premier tour Q  | KF Drita         | 1 - 0    | 0 - 3     | 1 - 3    |

Légende
- Victoire ou qualification pour le tour suivant
- Match nul
- Défaite ou élimination de la compétition

## Personnalités du club

### Anciens joueurs
- Magnus Bahne -  Finlande
- Julien Faubert -  France
- Guy Gnabouyou -  France
- Toni Kallio -  Finlande
- Tomi Petrescu -  Finlande
- Marcel Mahouvé -  Cameroun
- Serge N'Gal -  Cameroun
- Ari Nyman -  Finlande

### Entraîneurs
| #  | Période                | Nom            |
| -- | ---------------------- | -------------- |
| 1  | 1992                   | Anders Romberg |
| 2  | 1993 – 1994            | Timo Sinkkonen |
| 3  | 1995 – 1997            | Hannu Paatelo  |
| 4  | 1997 – 1998            | Tomi Jalo      |
| 5  | 1998                   | Steven Polack  |
| 6  | 1999 – 2000            | Timo Askolin   |
| 7  | janv. 2001 – déc. 2002 | Pertti Lundell |
| 8  | janv. 2003 – sep. 2006 | Kari Virtanen  |
| 9  | sep. 2006 – nov. 2006  | René van Eck   |
| 10 | janv. 2007 - mai 2016  | Job Dragtsma   |

| #  | Période                | Nom                |
| -- | ---------------------- | ------------------ |
| 11 | mai 2016 – août 2016   | Jami Wallenius     |
| 12 | août 2016 – août 2017  | Shefki Kuqi        |
| 13 | août 2017 – juin 2018  | Fabrizio Piccareta |
| 14 | juin 2018 – nov. 2018  | John Allen         |
| 15 | janv. 2019 – nov. 2021 | José Riveiro       |
| 16 | nov. 2021 – sept. 2022 | Miguel Grau        |
| 17 | sept. 2022 – nov. 2022 | Ramiro Muñoz       |
| 18 | nov. 2022 – nov. 2023  | Jarkko Wiss        |
| 19 | nov. 2023 –            | Vesa Vesara        |